# Cormac Óc Liathánach
Cormac Óc Liathánach mac Cormaic (mort en 1244) est un membre de la dynastie Mac Carthy, 9e roi de Desmond, en opposition de 1211 à 1244.

## Contexte
Cormac Oc Liathánach  est le fils de l'usurpateur Cormac Liathánach mac Diarmata. 
S'appuyant sur la loi de la tanistrie il revendique en 1211 le trône occupé par son cousin germain Diarmait Dúna Droignéin mac Domnaill ce dernier réussit toutefois se maintenir sa mort en 1229. Le conflit familial est aggravé par l'intervention de Donough Cairbreach O'Brien et par les anglo-normands  qui en profitent pour implanter des châteaux dans le Kerry . il est finalement évincé en 1244 par Cormac Finn mac Domnaill le frère de Diarmait Dúna Droignéin. il laisse trois fils exclus de la succession royale:
- Domnall Gall fl. 1244
- Diarmait mort en 1234
- Domnall Ruad mort en 1244

## Source
- (en) T.W Moody, F.X. Martin et F.J. Byrne, A New History of Ireland IX Maps, Genealogies, Lists. A companion to Irish History part II, Oxford, Oxford University Press, 2011, 690 p. (ISBN 978-0-19-959306-4).
- (en) W.F. Butler,  The Pedigree and Succession of the House of Mac Carthy Mór, with a Map. The Journal of the Royal Society of Antiquaries of Ireland, vol. 11, no. 1, 1921, pp. 32–48. JSTOR, www.jstor.org/stable/25514588. Consulté le  29 avril 2020.